# György Targonski
György Targonski (* 28. März 1928 in Budapest; † 10. Januar 1998) war ein ungarisch-deutscher Mathematiker und Theoretischer Physiker. Seit 1974 hatte er einen Lehrstuhl für Angewandte Mathematik an der Philipps-Universität Marburg inne.

## Leben

### Kindheit und Studium
Targonski wurde im frühen Frühjahr 1928 als Sohn des polnischen Physikers Anton Targoński und der ungarischen Schauspielerin Rózsa Simonovits in Budapest geboren und verbrachte einen größeren Teil seiner Kindheit in Berlin. Da sein Vater, der russischer Staatsbürger war und sich mit Problemen der Brownschen Bewegung, Kinotechnik und Patentrecht beschäftigte, weder Ungarisch sprach noch seine Mutter Polnisch, sprachen Györgys Eltern miteinander französisch. Mit ihrem Sohn kommunizierten sie jedoch bemerkenswerterweise auf Deutsch. Targonski, der im Laufe seines Lebens noch einige Sprachen lernen sollte, soll später dieses Kuriosum oft als Grund dafür aufgeführt haben, warum sein Französisch nie ein wirklich hohes Niveau erreicht habe.
Sein Vater verstarb, als György erst acht Jahre alt war. Er versprach seinem Vater am Sterbebett, dass er sich um seine Mutter kümmern würde, solange sie lebte. Dieses Versprechen sollte Targonski halten, und zwar von diesem Tag an immerhin knapp 60 Jahre lang.
Als das Leben im Deutschland der Zeit des Nationalsozialismus immer schwieriger wurde, zog seine Mutter im Jahr 1938 mit ihm zurück in seine Geburtsstadt. Erst jetzt lernte er die ungarische Sprache. Als er als Kind wegen einer Form der Tuberkulose für etwa zehn Monate ans Bett gefesselt war, verschlang er förmlich die Novellen von Mór Jókai, die er komplett in ihrer Originalsprache las, wodurch Ungarisch letztlich zu seiner tatsächlich gelebten Muttersprache wurde.
1947 begann Targonski nach einem Abitur am Verboczy Gimnazium ein Studium der Mathematik an der traditionsreichen Péter Pázmány-Universität (seit 1950: Eötvös-Loránd-Universität), das er 1951 mit dem staatlichen Diplom abschloss. Zu seiner Studienzeit lehrten in Budapest Größen wie der Fourier-Analytiker Leopold Fejér, der Funktionalanalytiker Frigyes Riesz, der Graphentheoretiker Pál Turán, der Geometriker György Hajós und die Logikerin Rózsa Péter. Targonskis Arbeit Az iteráziószámításról (in etwa: „Über das Kalkül der Iteration“), seine erste inoffizielle Publikation, gewann 1951 einen Preis in einem ungarischen Mathematikwettbewerb.

### Wanderjahre
Targonski arbeitete nach Abschluss seines Studiums zunächst als Assistent und Lehrbeauftragter an der Technischen Hochschule Budapest, wo er 1955 seine Dissertation Vegtelen sorozatok az iteracióelmeletben (Unendliche Reihen in der Iterationstheorie) abschloss, die sein Professor, Béla Szőkefalvi-Nagy, zwar anerkannte, jedoch sollte es zur Verleihung der Doktorwürde nicht kommen.
Durch die Niederschlagung des am 23. Oktober 1956 begonnenen Ungarischen Volksaufstandes sah sich Targonski genötigt, sein Heimatland zu verlassen. Am 13. November des Jahres bestiegen er, seine spätere Frau Jolán Margit Horváth und seine Mutter einen Zug in Richtung „Westen“, der sie zu einem kleinen Ort nahe dem Neusiedler See brachte. Von dort aus gingen sie zu Fuß in Begleitung einer Gruppe junger Bergleute aus Tatabánya in Richtung Grenze. Als im Morgengrauen nur noch ein kleiner Kanal zu überqueren war, halfen ihnen die dort patrouillierenden ungarischen Grenzsoldaten. Von Österreich ging es dann weiter in die Schweiz.
Durch Vermittlung des Mathematikers Beno Eckmann, der auch später noch als sein Förderer in Erscheinung treten sollte, gelangte er zu einer Anstellung an der Eidgenössischen Technischen Hochschule Zürich (ETH). Am 15. Dezember 1956 heiratete Targonski seine Frau Jolán.
Es folgten Aufenthalte in Cambridge, am Queen Mary College in London und in Genf (CERN und Institut für theoretische Physik der dortigen Universität), bis er schließlich 1963 an der University of Cambridge als theoretischer Physiker mit der Arbeit Contributions to the theory of Scattering zum Ph.D. promovierte. Im selben Jahr zog es ihn an die Fordham University in New York, wo er zunächst als Associate Professor lehrte und 1966 zum Full Professor of Mathematics ernannt wurde.
Als er 1974 einen Ruf an den Lehrstuhl für Angewandte Mathematik an der Philipps-Universität Marburg erhielt, folgte Targonski, der ein begeisterter Anhänger der europäischen Idee war, diesem. 1977 erlangte er die deutsche Staatsbürgerschaft. 1982 zog er nach Frankfurt. Dieses nicht nur, weil er ein gewohnter „Großstädter“ war, sondern auch, um seine zu jener Zeit in Genf lebende Mutter noch schneller und öfter besuchen zu können.

### Gesundheitliche Probleme
Insgesamt sollte Targonski in Marburg mehr Lebens- bzw. Arbeitszeit verbringen als an jedem anderen Ort, Budapest inbegriffen. Er publizierte etwas seltener als in den Jahren unmittelbar zuvor, begleitete aber eine große Zahl von Diplomanden und Doktoranden. Im Jahr 1981 brachte er sein Buch „Topics in Iteration Theory“ heraus, das neben eigenen Arbeiten und denen anderer etablierterer Forscher auch diverse Forschungsergebnisse seiner Schüler, insbesondere Doktoranden und Diplomanden, beinhaltete.
Ebenfalls im Jahr 1981 erlitt Targonski einen schweren Schlaganfall, der ihn fortan stark beeinträchtigte und ihn auf Gehhilfen angewiesen machte. Er nahm weiter am Vorlesungsbetrieb teil, beschränkte sich ab dem Sommersemester 1989 jedoch auf tiefere Veranstaltungen zu seinen Fachgebieten sowie der Mathematik für Naturwissenschaftler, die er auf den Lahnbergen halten konnte. Die üblichen Zyklen, in denen Hochschullehrer ausgehend von den Grundvorlesungen über mittlere bis hin zu vertiefenden Vorlesungen und Oberseminaren Studienjahrgänge über fast ihr komplettes Studium begleiten, konnte er mangels Mobilität nicht mehr absolvieren, da die Grundvorlesungen, die auch für Physikstudenten verpflichtend waren, mit einer üblicherweise knapp dreistelligen Hörerzahl im fünf Kilometer entfernten Hörsaalgebäude in der Marburger Innenstadt abgehalten wurden.
Targonski und seine Frau, die promovierte Informatikerin und Mathematikerin Jolán Targonski, erlebten die politischen Veränderungen der Jahre ab 1988 mit großer Freude. Dennoch blieb ihm ein zweiter Schlaganfall, der ihn Ende 1992, kurz nach dem Tod seiner Mutter im stolzen Alter von 100 Jahren, ereilte, nicht erspart.
Nachdem er 1993 emeritiert worden war, verstarb Targonski nach Jahren der starken gesundheitlichen Angeschlagenheit schließlich am Anfang des Jahres 1998.

### Trivia
Targonski sprach zwar Deutsch und Englisch sowie Russisch auf sehr hohem Niveau, jedoch mit charakteristischem ungarischen Akzent. Und obwohl er sowohl große Teile seiner Kindheit als auch die letzten knapp zweieinhalb Jahrzehnte in Deutschland verbracht hatte, waren seine internen Notizen zu Veranstaltungsvorbereitungen stets auf Ungarisch. Er war bekannt als sehr gebildeter und christlich geprägter Mensch, der insbesondere sehr eigene Formen der Didaktik entwickelte. Seine mathematischen Vorlesungen pflegte er mit reichlich Anekdoten zu würzen.
Im Winter 1998, als er gerade verstorben war, soll ein junger Mann ins Sekretariat des Fachbereichs Mathematik gekommen sein mit der Bitte, Herrn Targonski sprechen zu können. Er habe früher in der Nachbarschaft der Targonskis gewohnt und der Professor habe ihm stets geduldig und einfühlsam geholfen, wenn er als Schüler Probleme in der Mathematik gehabt habe. Nunmehr wolle er ihm stolz und dankbar seine frische Dissertation in ebendem Fach zeigen.

## Arbeitsgebiet
Schon als Schüler hatte Targonski das Problem der Iteration von Endomorphismen, das heißt die wiederholte Anwendung einer Funktion auf ihren eigenen Wertebereich, fasziniert. Seine ersten Publikationen der Jahre 1952 und 1953 hatten folgerichtig Probleme der Iteration zum Gegenstand.
In seinen frühen Wanderjahren von 1956 bis etwa 1963 arbeitete er viel über Operatorentheorie im Zusammenhang mit Streuungsproblemen in der Physik, was eher der Funktionalanalysis zuzurechnen ist.
Targonskis eigentliches Lebenswerk liegt indes im Bereich Funktionalgleichungen und Iterationstheorie. Den zweiten Begriff hatte er selber erstmals geprägt, und sein Buch „Topics in Iteration Theory“ war im Jahre 1981 die erste Monographie überhaupt zu dem Thema. Targonski untersuchte Thematiken wie iterative Wurzeln von Funktionen und die Bedeutung von Fixpunkten sowie die der Existenz von Zyklen anderer Länge für das Verhalten bei fortschreitender Iteration. Hierzu gehört auch der berühmte Satz „Period Three Implies Chaos“ der amerikanischen Mathematiker Tien-Yien Li und James Yorke, der im Grunde nur ein Korollar aus dem rund ein Jahrzehnt älteren Satz von Sarkovskii darstellt, jedoch ohne Kenntnis dessen gefunden worden war. Überhaupt beschäftigte Targonski sich intensiv mit den mathematischen „Parallelwelten“, die jahrzehntelang ohne Fachkommunikation zwischen der mathematischen Forschung des Westens und der des Ostblocks geherrscht hatten.
Neben seiner regelmäßigen, ursprünglich zweisemestrigen Vorlesung Iterationstheorie und Funktionalgleichungen und der ebenfalls direkt in sein Forschungsgebiet fallenden, sehr angewandten Vorlesung Diskrete Dynamik und pseudostochastische Phänomene las Targonski auch Gewöhnliche Differentialgleichungen und dynamische Systeme, Zyklen zur Funktionentheorie, zur Topologischen Dynamik und zu trigonometrischen Reihen. Hinzu kamen die Grundvorlesungen zur Analysis und, später, stattdessen die Mathematik für Naturwissenschaftler.

## Schüler
Insgesamt vier Wissenschaftler und zwei Wissenschaftlerinnen promovierten bei Targonski zwischen 1978 und 1988:
- Gisela  Zimmermann: Über die Existenz iterativer Wurzeln von Abbildungen. 1978.
- Uhland Burkart: Zur Charakterisierung diskreter dynamischer Systeme. 1978.
- Reinhard Graw: Über die Orbitstruktur stetiger Abbildungen. 1978.
- Sabine  Müllenbach: Contribution a Vetude de Viteration fractionnaire des endomorphismes. 1983.
- Jürgen Weitkämper: Konjugation quadratischer Polynome, 1988.
- Reginald Ferber: Räumliche und zeitliche Regelmäßigkeiten zellulärer Automaten, 1988.

Die beiden letzten Doktoranden Targonskis wurden selber Professoren, allerdings an Fachhochschulen und jeweils für das Fachgebiet Informatik. Weitkämper lehrt und forscht heute (2015) an der Jade Hochschule in Oldenburg und Ferber an der Hochschule Darmstadt.

## Publikationen
- Az iteraziószamftasról [On the Iteration Calculus]. Budapest University (unveröffentlicht; 1951).
- Ket formula a geodeziai  alapvonalhosszusagok  redukciójahoz  [Two Formulae for the Reduction of Basic Distances in Geodesy]. Hungarian Institute of Cartography, Budapest (unveröffentlicht; 1952).
- Darstellung von Funktionen durch Kettenreihen. Publ. Math. Debrecen 2 (1952), S. 286–290.
- mit Z. Fekete: Kombinatorika [Combinatorics]. Tankonyvkiado, Budapest (1952).
- An always Convergent Iteration Process. Acta Math. Acad. Sci. Hungar. 4 (1953), S. 119–126.
- mit Z. Bognar: Über die Bestimmung konjugierter harmonischer  Funktionen. Publ. Math. Debrecen 3 (1954); S. 215–216.
- Vegtelen sorozatok az iteracióelmeletben [Infinite Series in the Theory of Iteration]. Thesis for the Candidature of Sciences. Budapest University (unveröffentlicht; 1955)
- Interpolation durch Reihen iterierter Funktionen. Commentationes Physico-Mathematicae 20, 9; Helsinki (1957); S. 3–12.
- Approximation  of velocity-dependent potentials by separable kernels. II Nuovo  Cimento, Ser. X,  4 (1959); S. 1093–1101.
- On Substitution Operators. I. A Summation  Method. Technical Report No. AF 61 (052) – 320. Air Force Office of Scientific Research, Queen Mary College, University  of London (unveröffentlicht; 1960).
- mit A. Martin: On the uniqueness of a potential fitting a scattering amplitude at a given energy. II Nuovo  Cimento,  Ser. X, 20  (1961); S. 1182–1190.
- mit B. Misra, D. Speiser: Integraldarstellung von Operatoren in der Streutheorie.  Helvetica  Phys. Acta 35 (1962); S. 329–330.
- Contributions to the theory of Scattering. Ph.D. thesis, Cambridge (1963).
- On a theory of linear functional equations. Proc. 14th Scand. Math. Congress, Kopenhagen (1964).
- Schröder's equation and a generalization of Chebyshev polynomials. Trans. New York Acad. Sci. 27 (1965), S. 600–605.
- A Bibliography on Functional Equations with Abstracts. U.S. Air Force Office of Scientific Research Report, New York (unveröffentlicht; 1964).
- Seminar on Functional Operators and Equations. Part I and II. Eidgenössische Technische Hochschule,  Zürich (1966).
- Convergence theorems derived from the theory of Carleman integral operators. Comp. Math. Vol. 18, Fasc. 1,2 (1967), S. 148–154.
- Zur Klassifizierung der linearen Operatoren auf Funktionenalgebren. Math. Zeitschr. 97 (1967), S. 238–250.
- Seminar on Functional Operators and Equations. Lecture Notes in Mathematics Nr. 33. Springer, Berlin, Heidelberg, New York (1967). ISBN 978-3-642-55859-7
- A short survey of some recent results on integral operators. Nat. Science Found. Grant No. GP. 8757 (unveröffentlicht; 1968).
- mit M. Schreiber: Carleman  and  semi-Carleman  operators. Proc. Amer. Math. Soc. 24 (1970), S. 293–299.
- Linear Endomorphisms of Function Algebras and Related Functional Equations. Indiana Univ. Math. Journ. 20 (1970), S. 579–589.
- Marek Kuczma (1935–1991; Jagiellonen-Universität), György I. Targonski: On a Pre-Schröder equation. Bull. Acad. Polon. Sci., Ser. sci. math. astr. phys. 18  (1970), S. 721–724.
- Problem (P63). Aequationes Math. 4 (1970), S. 251.
- Über die lineare Funktionalgleichung erster  Ordnung. Jber. Deutsch. Math.-Verein. 73  (1971), S. 101–110.
- Charakterisierung von Operatoren durch Funktionalgleichungen. Demonstratio Math. 6 (1973), S. 861–870.
- An  iteration  theoretical approach to the concept of time. Proceedings of the  International  Conference  on  Point  Mapping and its  Applications, Toulouse, September 10–14, 1973. CNRS 1976, S. 245–257.
- Orbit properties of functions and „Pre – Abel“ equations. Ann. Pol. Math. 33 (1977), S. 49–55.
- Einige Anwendungen  des Orbitbegriffs von Kuratowski. Ber. der math.-stat. Sekt. Forschungszentrum Graz, Ber. Nr. 83, (1978).
- On orbit theory and some of its applications. Zeszyty Nauk. Akad. Górn.-Hutniczej im. St. Staszica Nr. 764, Mat.-Fiz.-Chem. 43 (1980), S. 7–14.
- Topics in Iteration Theory. Vandenhoeck und Ruprecht, Göttingen (1981). ISBN 3-525-40146-9
- Unsolved problems in iteration theory. In: Theorie de l'lteration et ses Applications. Toulouse, 17–22  Mai,  1982.  Editions du centre national se la recherche scientifique (1982) S. 23–32.
- New directions and open problems in iteration theory. Ber. math.-stat. Sektion Forschungsgesellschaft Joanneum, Graz, Nr. 229 (1984), S. 48–51
- Iterationstheorie  zwischen  Funktionalgleichungen  und  Dynamik.  Jahrbuch Überblicke Mathematik (1985), S. 9–28.
- Embedding of discrete dynamical systems. In: J. Demongeot, N. Goles, M. Thuente (Herausgeber): Dynamical Systems and Cellular Automata. Academic  Press, London, San Diego, New  York, Boston, Sydney, Tokyo, Toronto, 1985,  S. 65–72.
- mit Marek Cezary Zdun: Generators  and  co-generators of substitution  semi-groups. Annal. Math. Siles. 1(13)  (1985), S. 169–174.
- Phantom Iterates of Continuous Functions. In: R. Liedl, L. Reich, G. Targonski (Hrsg.): Iteration Theory and Its Functional Equations. Springer Lecture Notes in Mathematics Nr. 1163 (1985), S. 196–202.
- mit Marek C. Zdun: Substitution Operators on LP-Spaces and their Semigroups. Mathematisch-statistische Sektion, Forschungsgesellschaft Joanneum, Graz. Bericht Nr. 283 (1987), S. 1–55.
- mit Reginald Ferber, Jürgen Weitkämper: Fractional Time States of Cellular Automata. In: Proceedings of ECIT 89 Singapore. World Scientific (1991)
- On composition operators. Zesz. Nauk. Pol. SI. nr. 1070. Seria: Matematyka-Fizyka 64  (1991), S. 229–234.
- On a class of phantom  fractional  iterates. In ECIT 91. S. 295–304.
- Functional equations connected with phantom  iterates. Opuscula Math. 14 (1994), S. 179–182.
- Progress of iteration theory since 1981. Aeq. Math. 50 (1995), S. 50–72 (§ 5.).
- Proceedings of the ECIT98. Annales Mathematicae Silesianae 13, Katowice 1999.